# Rasmi
Rasmi o Rashmi fou una zila (districte) de l'antic principat de Mewar, formada per 100 pobles amb una població de 26.897 habitants el 1901. Aquesta zila va existir fins al 1940 quan els 17 districtes (ziles) van passar a ser vuit, i Rasmi, junt amb la zila de Sahran (o Saharan) es va integrar en el nou districte de Kapasan. La capital era la ciutat de Rasmi a la riba sud del riu Chandrabhāga que separava la zila de la de Sahran.